# بلومانتینز (شهر)
بلومانتینز یا بلومانتنز (انگلیسی: City of Blue Mountains) شهری در ایالت نیوساوت ولز استرالیاست. این شهر در ناحیه جنگلی و رشته کوهی بلو مانتنز در غرب سیدنی قرار دارد. جمعیت آن در سال 2012 برابر با 78 هزار نفر بوده است.

## شهرهای خواهرخوانده
- ساندا، هیوگو
- فلگستف، آریزونا